# Hrob neznámého vojína (Paříž)
Hrob Neznámého vojína v Paříži (francouzsky Tombe du Soldat inconnu) se nachází pod Vítězným obloukem na Place Charles-de-Gaulle. Hrob byl zřízen 11. listopadu 1920 u příležitosti 2. výročí konce první světové války a symbolizuje oběti všech francouzských vojáků, kteří padli během první světové války. Ve stejný den proběhl stejný symbolický pohřeb i v Londýně ve Westminterském opatství.
11. listopadu 1923 byl u hrobu zapálen věčný plamen. Zapaluje se od té doby každý večer v 18:30. Hrob je ze žuly z města Vire.
Na osmi místech největších bojů, tj. ve Flandrech, v Artois, na Sommě, v Île-de-France, na Chemin des Dames, v Champagne, u Verdunu a v Lotrinsku bylo exhumováno osm pozůstatků francouzských vojáků, kteří nebyli identifikováni. Jejich těla byla převezena do citadely ve Verdunu, kde mladý voják Auguste Thin, syn jednoho ze zmizelých vojáků, položil na jednu z rakví květinu a symbolicky tak vybral tělo, které bylo posléze pohřbeno v Paříži.